# Babr

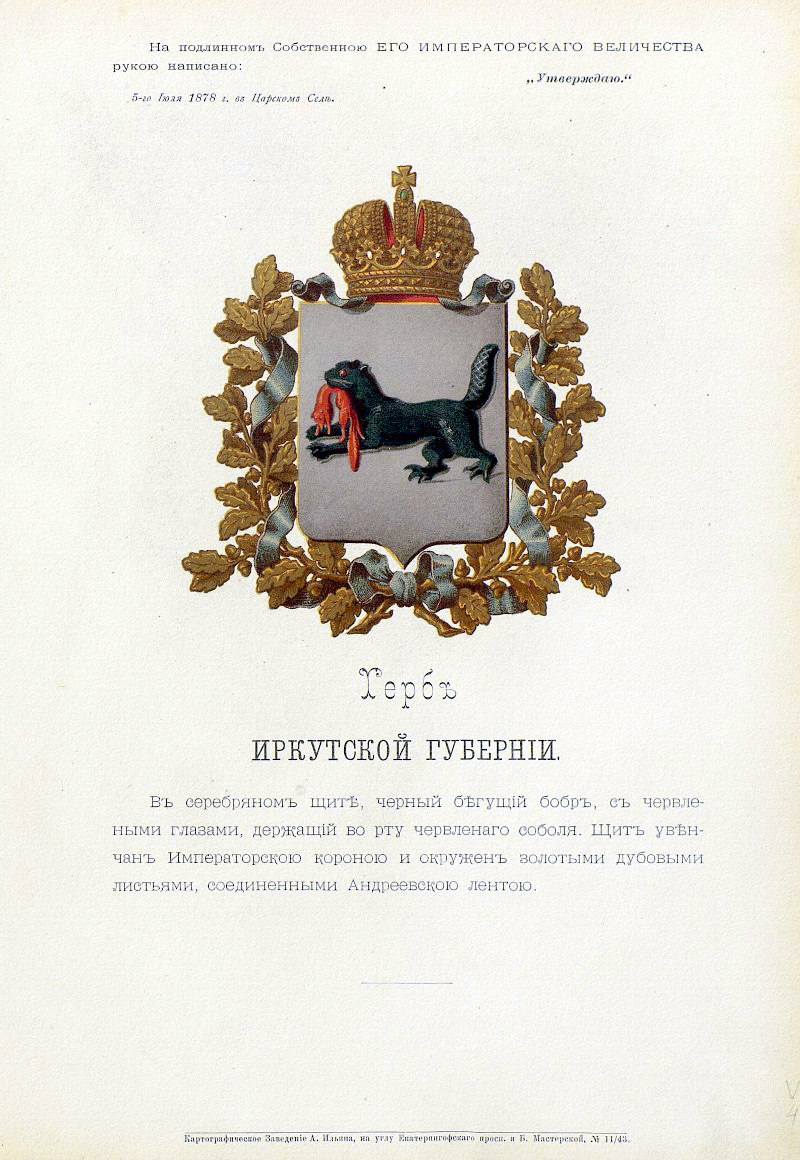
Herb guberni irkuckiej z Herbarza MSW Rosji z 1880, w opisie widać błąd (zamiast „babr” jest „bóbr”)

Babr – stara irkucka nazwa tygrysa syberyjskiego, obecnie funkcjonująca w heraldyce Rosji, gdzie jako heraldyczna figura znalazł się w 1790 roku, a jako unikatowy, powstały wskutek literówki, symbol heraldyczny używany jest w herbach Irkucka, guberni irkuckiej, obwodu i rejonu irkuckiego od 1878.

## Historia
Od wieków herbem Irkucka był babr (tygrys syberyjski) z sobolem w zębach. W dokumentach odnotowane jest to 26 listopada 1790 roku w oficjalnie przyznanym przez Katarzynę II herbie. Przedstawiony jest on z następującym opisem:

Na srebrnym polu tarczy biegnący tygrys, a w jego paszczy soból. To jest stary herb.

Kuna w herbie guberni ufijskiej, 1878

Do zwyczajnego zatwierdzenia symboli za Aleksandra II w opisie herbu guberni irkuckiej zamiast „tygrys” napisano miejscową nazwę „babr” (ros. бабр). Nie wiadomo, kto, przed podaniem do zatwierdzenia, poprawił ten „błąd” na „bóbr” (ros. бобр). Na różnicę nikt nie zwrócił uwagi ze względu na to, że tego dnia (5 lipca 1878) cesarz w swoim pałacu zatwierdzał 46 herbów Rosyjskiego Imperium (35 guberni i 11 obwodów), czyli więcej niż połowę herbów istniejących w tym czasie guberni (83).
Bóbr w herbie Irkucka nigdy się nie znalazł. Artyści, tworzący herb, babra (tygrysa) „zbobrzyli”, czyli dorysowali mu wielki, podobny do bobrowego, ogon i powiększyli tylne łapy, tworząc w ten sposób mityczne zwierzę, które można nazwać „heraldycznym babrem”.
Literowy błąd w opisie herbu został naprawiony dopiero w 1997 roku, czyli po 119 latach. Nie zmieniło to jednak wyglądu herbu, na którym babr bardziej przypomina kunę z czerwonymi oczami niż tygrysa. Jest to unikat w heraldyce.
W 2011 wniesiono projekt zmiany opisu kolorów, lecz nie samych kolorów, gdyż według obecnego opisu, gdzie czarny symbolizuje pokorę, skromność i dobroduszność, a czerwony męstwo, siłę i nieustępliwość, wychodzi na to, że skromny babr trzyma w zębach silnego sobola.

Tygrys w herbie Irkucka (1790)
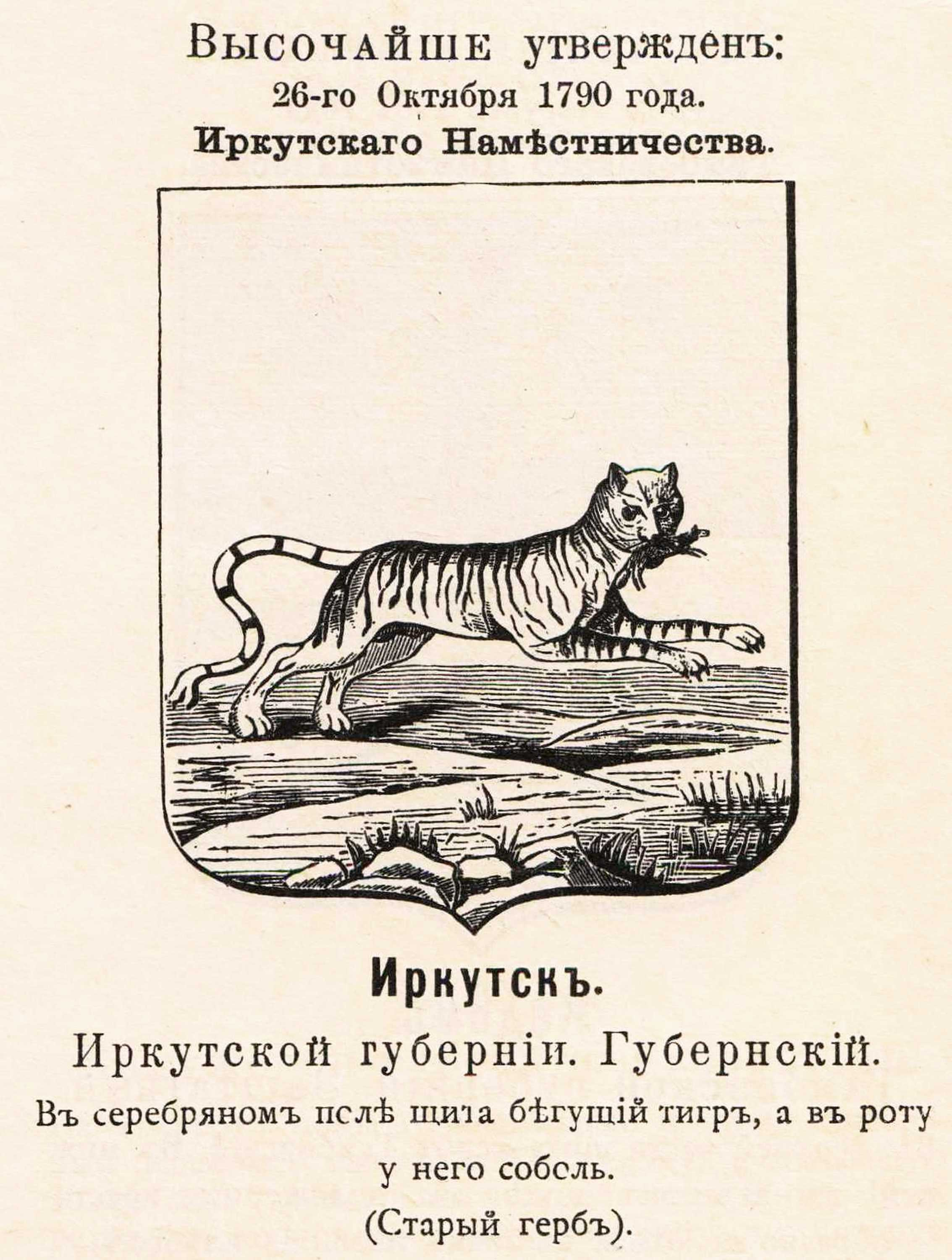
Herb Irkucka z oficjalnym opisem
Babr na herbie guberni irkuckiej w 1878
Babr na obecnym herbie Irkucka
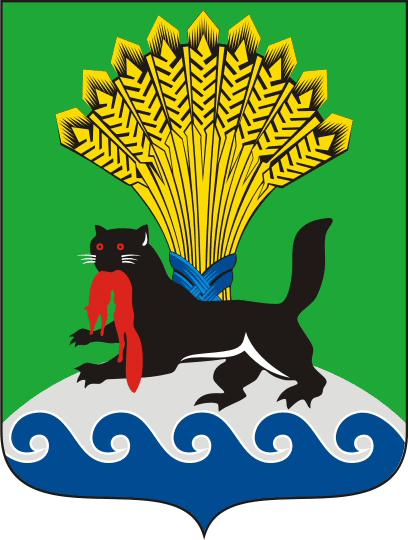
Herb rejonu irkuckiego